# Porodeso
Porodeso is een bestuurslaag in het regentschap Lamongan van de provincie Oost-Java, Indonesië. Porodeso telt 1062 inwoners (volkstelling 2010).